# Jürgen Schulz (Fußballspieler)
Jürgen Schulz (* 6. Oktober 1952) ist ein ehemaliger deutscher Fußballspieler.

## Karriere
Schulz, Sohn des ehemaligen Unioner Läufers Günther Schulz (* 1923), kam 1971 vom Spandauer SV zu Tasmania Berlin, wo der Halbstürmer zum Stammspieler wurde und in 59 Regionalliga-Spielen 12 Treffer erzielte. Außerdem bestritt er acht Aufstiegsspiele zur Bundesliga und gewann mit dem Verein 1971 den Berliner Pokal sowie 1972 die Berliner Vize-Meisterschaft.
Im Sommer 1973 wechselte Schulz zu Tennis Borussia Berlin und bestritt für die Berliner 67 Spiele (6 Tore) in der Fußball-Bundesliga und 177 Spiele (10 Tore) in der 2. Liga Nord; damit ist er Rekordspieler der Lila-Weißen in der höchsten deutschen Fußballliga. Besonders bemerkenswert ist, dass sich „Schulle“ von 1974 bis 1981, als Tennis Borussia die Qualifikation für die neugegründete eingleisige 2. Liga nicht erreichte, im Profikader der „Veilchen“ befand. 1983 gelang ihm mit dem SC Charlottenburg der überraschende Aufstieg in die 2. Bundesliga, während der Saison 1983/84 bestritt Schulz noch 36 Spiele für den Zweitligaaufsteiger, konnte aber den sofortigen Wiederabstieg nicht verhindern. 1986 kehrte er zu Tennis Borussia Berlin zurück.
Vom Juli 1988 bis Juni 1989 trainierte er Tennis Borussia in der drittklassigen Oberliga Berlin.